# Bakhtiar Ali
Pour les articles homonymes, voir Ali.
Bakhtiar Ali (sorani : بەختیار عەلی), né le 8 août 1966, est un romancier, intellectuel, critique littéraire, essayiste et poète kurde. Ali a commencé comme poète et essayiste, mais s'est imposé comme un romancier influent à partir du milieu des années 1990. Il a publié treize romans et plusieurs recueils de poésie et d'essais.
Depuis le milieu des années 1990, Ali vit en Allemagne (Francfort, Cologne et plus récemment Bonn). Dans ses essais universitaires, il a traité de divers sujets, tels que la campagne du génocide d'Anfal à l'époque de Saddam Hussein en 1988, la relation entre le pouvoir et les intellectuels et d'autres questions philosophiques. Il utilise souvent des concepts philosophiques occidentaux pour interpréter un problème dans la société kurde, en les modifiant ou en les adaptant à son contexte.

## Biographie
Ali a terminé ses études pré-universitaires à Slemani. Il a commencé à étudier la géologie à l'université de Souleimaniye, puis à l'université Salahaddin d'Erbil (kurde, Hawler : هەولێر), l'actuelle capitale de la région du Kurdistan irakien. Ali parle le kurde, l'arabe, le persan, l'allemand et a une connaissance pratique de l'anglais. Ali écrit en sorani, un des trois dialectes kurdes, qui est parlé par une grande partie des Kurdes d'Iran et d’Irak.
Il écrit son premier écrit important en 1983, un long poème intitulé Nishtiman (« La patrie » ; kurde ; نیشتمان). Il a commencé à publier et à organiser des séminaires après le soulèvement de 1991 contre le gouvernement irakien, alors que les Kurdes commençaient à établir une région semi-autonome de facto dans certaines parties du Kurdistan irakien et jouissent d'une certaine liberté d'expression. Il n'aurait pas pu publier la plupart de ses travaux avant 1991 en raison d'une censure politique stricte sous le régime de Saddam Hussein.
Avec plusieurs autres écrivains de sa génération, il lance un nouveau mouvement intellectuel au Kurdistan, principalement en organisant des séminaires. Le même groupe a commencé en 1991 à publier un journal philosophique, Azadi (« Liberté » ; kurde : ئازادی), dont seulement cinq numéros ont été publiés, puis Rahand (« Dimension » ; kurde : رەهەند).
En 2017, il reçoit le Prix Nelly-Sachs, qui n'est décerné qu'un an sur deux. C'était la première fois que le prix était décerné à un auteur publiant dans une langue non européenne.

## Ouvrages
- Mergî Taqaney Diwem (The Death of the Second Only Child), 1997.
- Êwarey Perwane (Parwana's Evening), 1998.
- Diwahemîn Henary Dûnya, 2002., trad. fr. Le dernier grenadier du monde, Anne-Marie Métailié, 2019,  (ISBN 979-1022608794)
- Şary Mosîqare Spiyekan (The City of the White Musicians), 2006.
- Xezelnûs û Baxekanî Xeyal (Ghazalnus and the Gardens of Imagination), 2008.
- Koşkî Balinde Xemgînekan (The Mansion of the Sad Birds), 2009.
- Cemşîd Xany Mamim: Ke Hemîşe Ba Legel Xoyda Deybird (My Uncle Jamshid Khan : Whom the Wind was Always Taking), 2010.
- Keştî Firiştekan – Kiteby Yekem (The Angels' Ship – Book One), 2012.
- Keştî Firiştekan – Kiteby Diwem (The Angels' Ship – Book Two), 2013.
- Hewrekanî Danial  (Danial's Clouds), 2015.
- Keşti Firiştekan – Kiteby Sêyem (The Angels' Ship – Book Three), 2017.
- Deryas û Laşekan (Daryas and the Bodies), 2019.
- Dagîrkirdinî tarîkî (Conquering darkness) 2020